# Adris Grupa
Adris grupa danas jedna je od vodećih hrvatskih i regionalnih kompanija te lider po kriterijima profitabilnosti i inovativnosti. Organizirana je u tri osnovne strateške poslovne jedinice. Turističkom upravlja Maistra d.d., uz snažno rastući segment prehrambene industrije koji predvodi Cromaris. Početkom 2014. godine, Adris grupa je postala vlasnikom najstarije hrvatske osiguravateljne kuće – Croatia osiguranja, čime Adris postaje i regionalni lider na tržištu osiguranja. 
U sastavu SPJ Turizam do 2005. bili su: Adria Resorts d.o.o. Rovinj, Jadran-turist d.d. Rovinj, Anita d.d. Vrsar i Jadran-trgovina d.o.o. kada su se Anita d.d. Vrsar i Jadran-turist d.d. Rovinj spojili u novo društvo Maistra d.d. Rovinj. Jadran trgovina d.d. prodana je Konzumu d.d. 2007. Jedinica ima program ulaganja u postojeće smještajne kapacitete unutar grupacije i vlasničkoga preuzimanja novih trg. društava iz turističko-ugostiteljske djelatnosti na jadranskoj obali, čime bi se stvorila vodeća turistička kompanija u Hrvatskoj. Ujedinjena je Adris Grupa snažno dioničko društvo, koje ima oko 2900 zaposlenika, a prema rezultatima anketa Privrednog vjesnika posljednjih je desetak godina ostvarila najbrži rast dobiti u konkurenciji od 400 najvećih tvrtki u Hrvatskoj. Dobitnik je Zlatne dionice na hrvatskom tržištu kapitala za 2003. i drugih priznanja.

## Vanjske poveznice
- Službena stranica